# Myotis davidii
Myotis davidii és una espècie de ratpenat de la família dels vespertiliònids. És endèmic de la Xina, on viu a les províncies de Hebei, Hubei, Mongòlia Interior, Shaanxi i Shanxi, així com l'àrea de Pequín i la regió administrativa especial de Hong Kong. No se sap res sobre el seu hàbitat i la seva ecologia. Es desconeix si hi ha cap amenaça significativa per a la supervivència d'aquesta espècie.